# Livre de la fédération de Rhodésie et du Nyassaland
 (signalé en mai 2025).
Si vous disposez d'ouvrages ou d'articles de référence ou si vous connaissez des sites web de qualité traitant du thème abordé ici, merci de compléter l'article en donnant les références utiles à sa vérifiabilité et en les liant à la section « Notes et références ».
- Archive Wikiwix
- Bing
- Cairn
- DuckDuckGo
- E. Universalis
- Gallica
- Google
- G. Books
- G. News
- G. Scholar
- Persée
- Qwant
- (zh) Baidu
- (ru) Yandex
- (wd) trouver des œuvres sur Wikidata

Pour les articles homonymes, voir Livre (monnaie).
La livre (en anglais, pound) est l'ancienne monnaie officielle de la Fédération de Rhodésie et du Nyassaland de 1955 à 1963.

## Histoire monétaire
Trois protectorats britanniques, la Rhodésie du Sud, la Rhodésie du Nord et le Nyassaland, s'unissent et forment en 1953 la Fédération de Rhodésie et du Nyassaland. En 1955, une nouvelle monnaie est créée pour remplacer la livre de Rhodésie du Sud qui y circulait. Cette nouvelle livre de la fédération est à parité avec l'ancienne et avec la livre sterling, divisée de fait en 20 shillings ou 240 pence. En 1956 est fondée à Salisbury (actuelle Harare), la Bank of Rhodesia and Nyasaland qui travaille en lien avec le Central Africa Currency Board chargé des émissions. En 1963, la fédération implose et chacun des trois pays fonde alors sa propre monnaie l'année suivante. Le Nyassaland devient le Malawi indépendant et fonde la livre malawienne ; la Rhodésie du Nord devient la Zambie indépendante et fonde la livre zambienne ; seule la Rhodésie du Sud demeure dans le giron britannique et instaure la livre de Rhodésie.

## Émissions monétaires

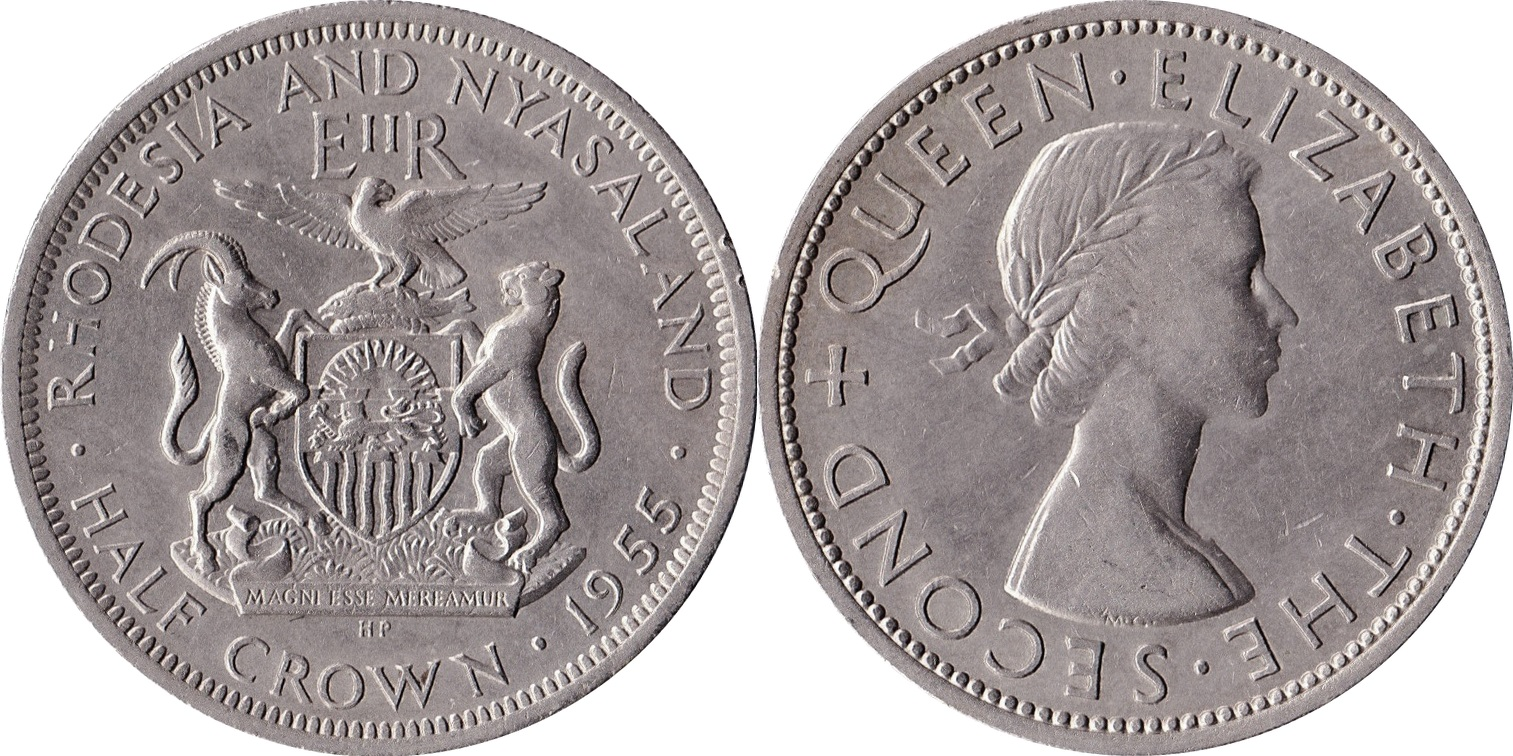
Demi-couronne (1955), cupronickel, recto/verso.

### Pièces de monnaie
La Fédération fait frapper ses propres pièces à partir de 1955. Le portrait de la reine Élisabeth II dessiné par Mary Gillick est à l'avers, quand pour le revers, on trouve un choix d'animaux locaux. Des pièces en bronze trouées sont émises pour des valeurs de 1/2 et 1 penny ; en cupronickel pour des valeurs de 3 et 6 pence, de 1, 2 et 2,6 shillings (half-crown). 

### Billets de banque
Entre 1956 et 1961, la Bank of Rhodesia and Nyasaland fait imprimer par Bradbury Wilkinson and Company (en) des billets à son nom, pour des valeurs de 10 shillings, 1, 5 et 10 livres. Au verso des billets l'on trouve représentés le Zambèze (10 s.), les ruines du Grand Zimbabwe (1 livre), les chutes Victoria (5 livres), et des éléphants (10 livres).